# 遁村五輪站
遁村五輪站（：／ Dunchon-Oryun yeok */?）是首爾地鐵9號線沿線的一座地下車站，位於韓國首爾特別市江東區五輪洞。本站原先訂名為「五轮站」，後因附近遁村洞居民对此不满，遂改为现名。

## 車站構造
站體為1面2線島式月台的地下車站，候車月台則設有月台幕門，並有2處出口。

### 月台配置
| 奧林匹克公園 ↑ |
| 下 上 \|       |
| ↓ 中央報勳醫院 |

| 月台 | 路線           | 目的地                                                       |
| ---- | -------------- | ------------------------------------------------------------ |
| 上行 | ●首爾地鐵9號線 | 綜合運動場、宣靖陵、新論峴、銅雀、鷺梁津、金浦機場、開花方向 |
| 下行 | ●首爾地鐵9號線 | 中央報勳醫院方向                                             |

## 歷史
- 2018年12月1日：落成啟用。

## 車站周邊
- 东北中学（朝鲜语：동북중학교）
- 東北高校（朝鲜语：동북고등학교）
- 五轮中学（朝鲜语：오륜중학교）
- 昌德女子高校（朝鲜语：창덕여자고등학교）
- 韓國體育大學

## 圖片

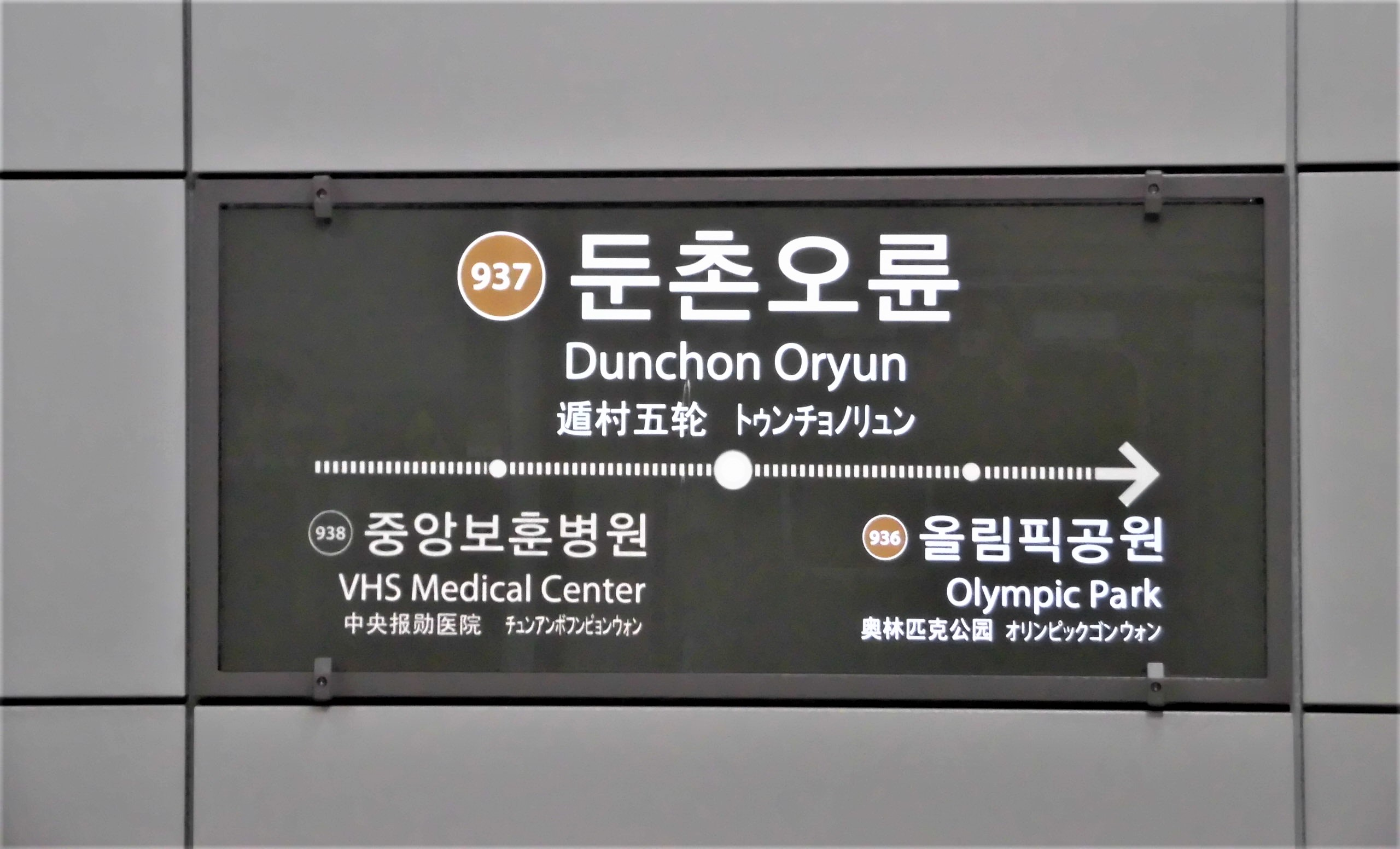
站名牌
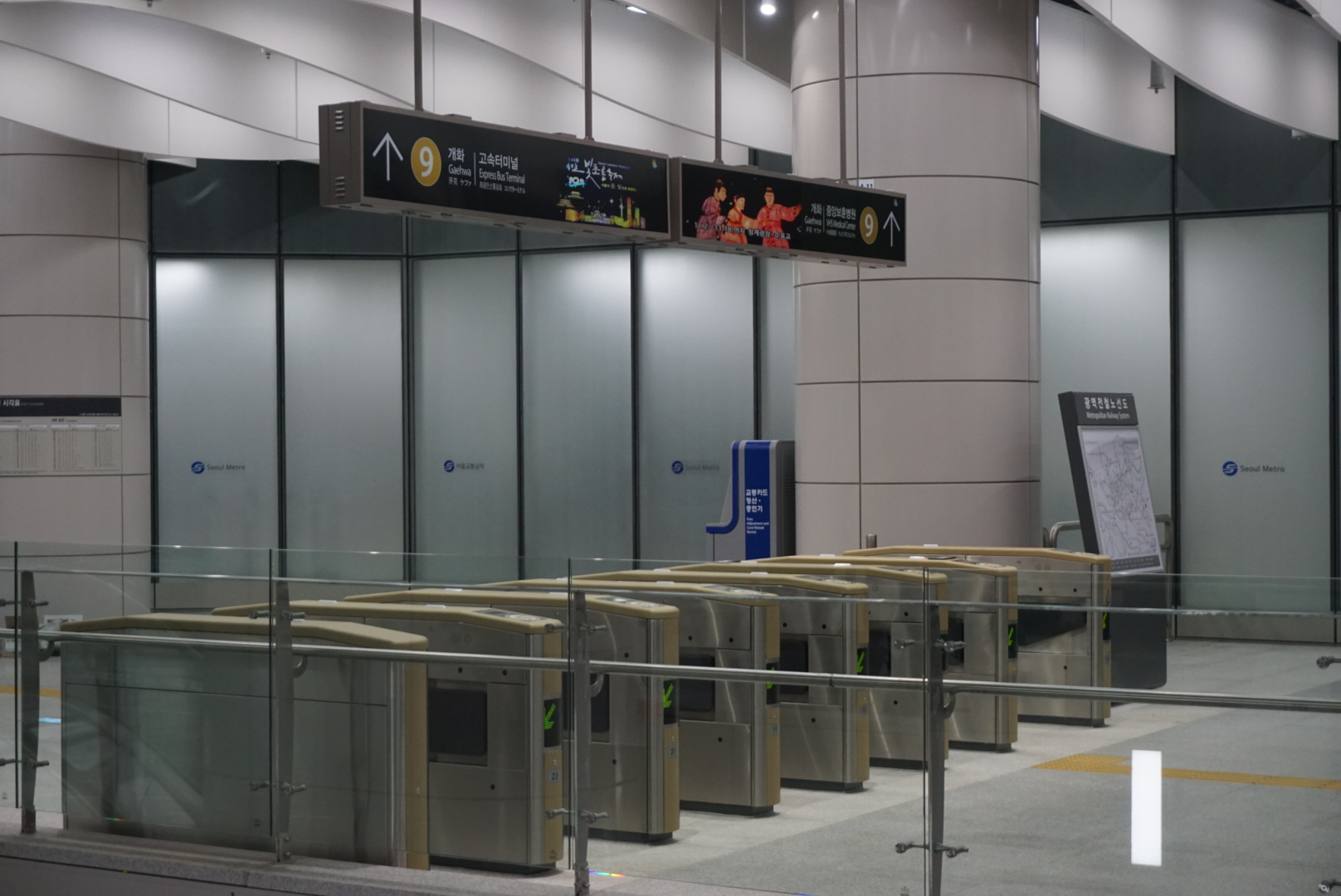
剪票閘口
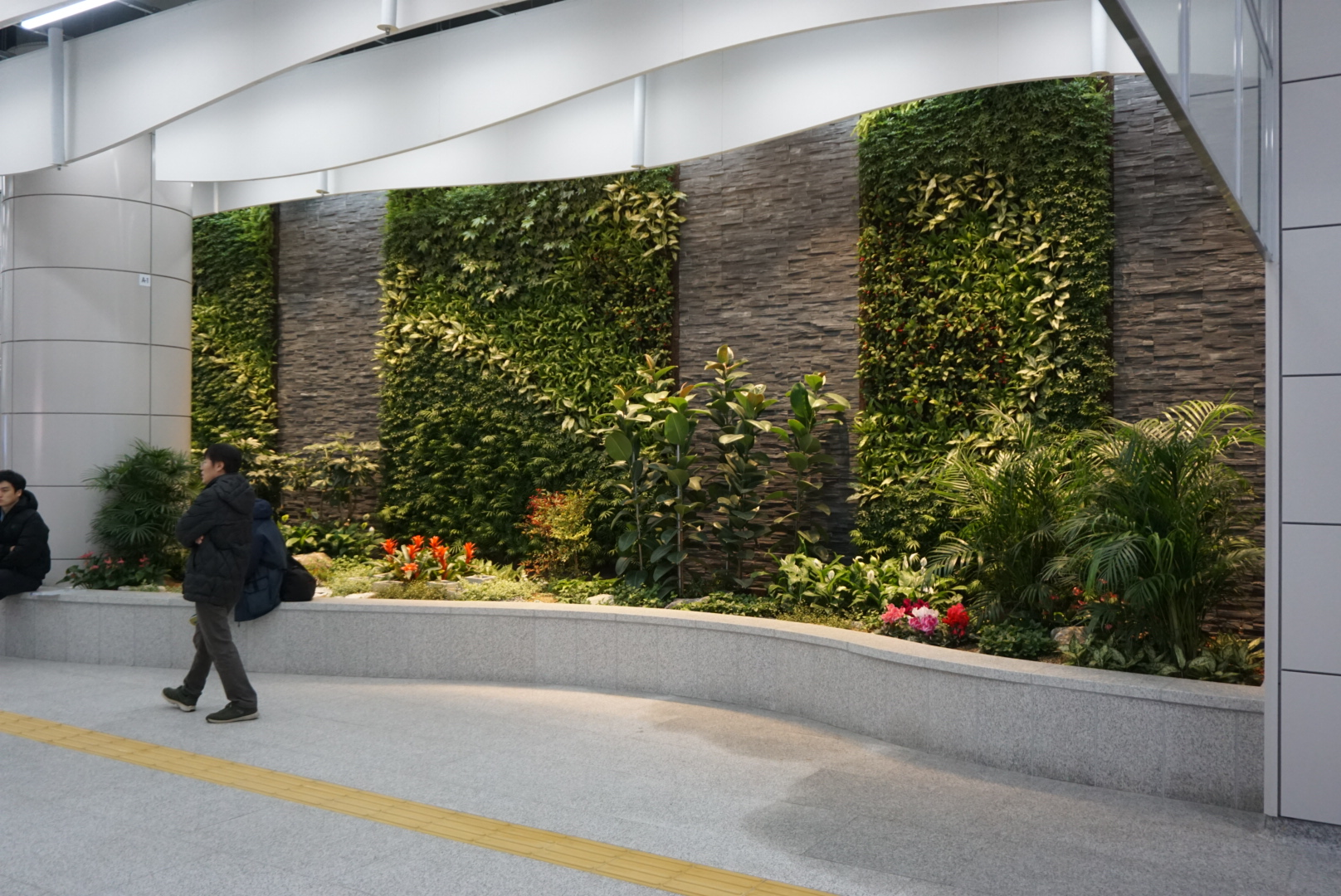
候車室一隅
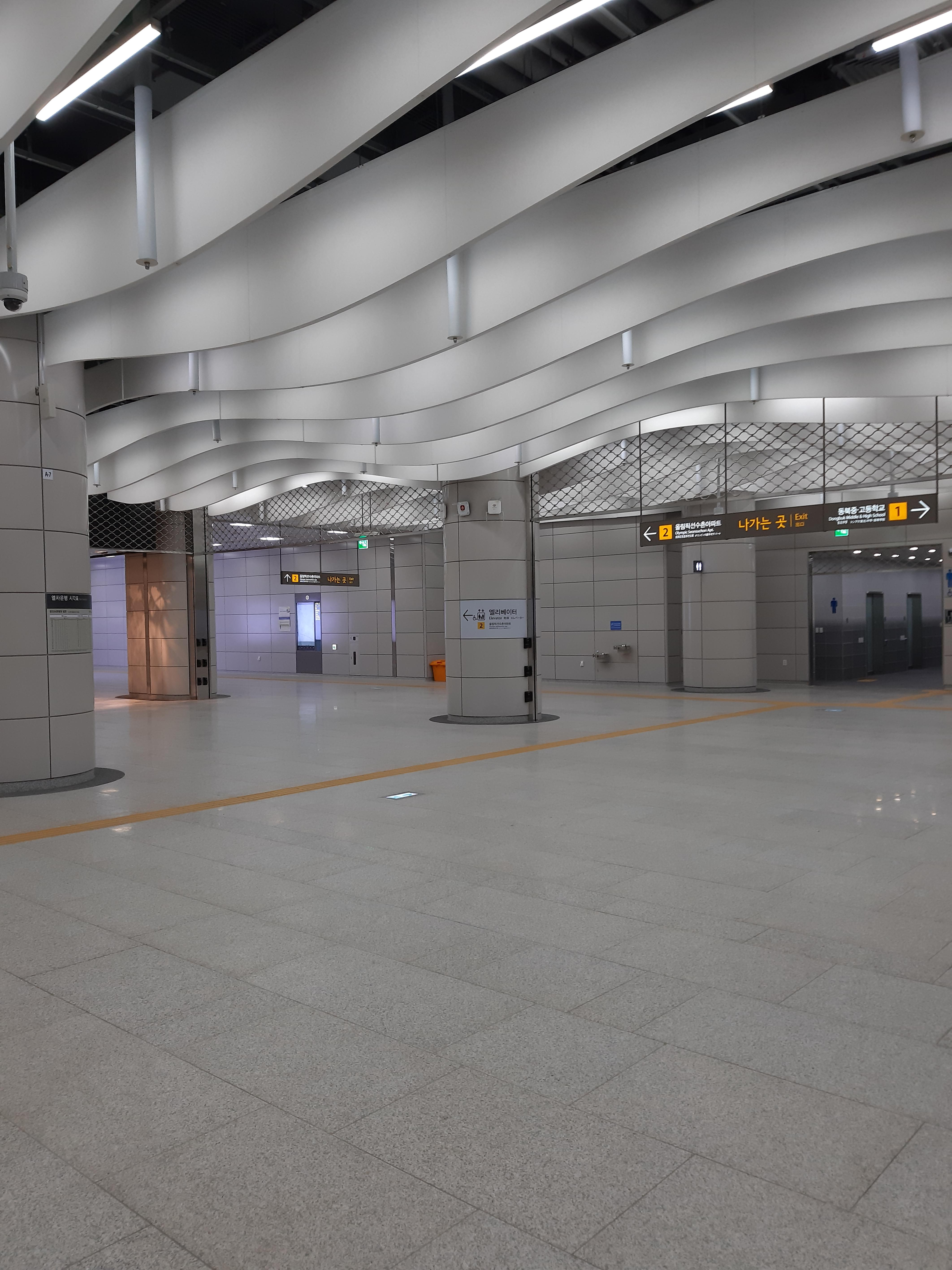
車站大廳
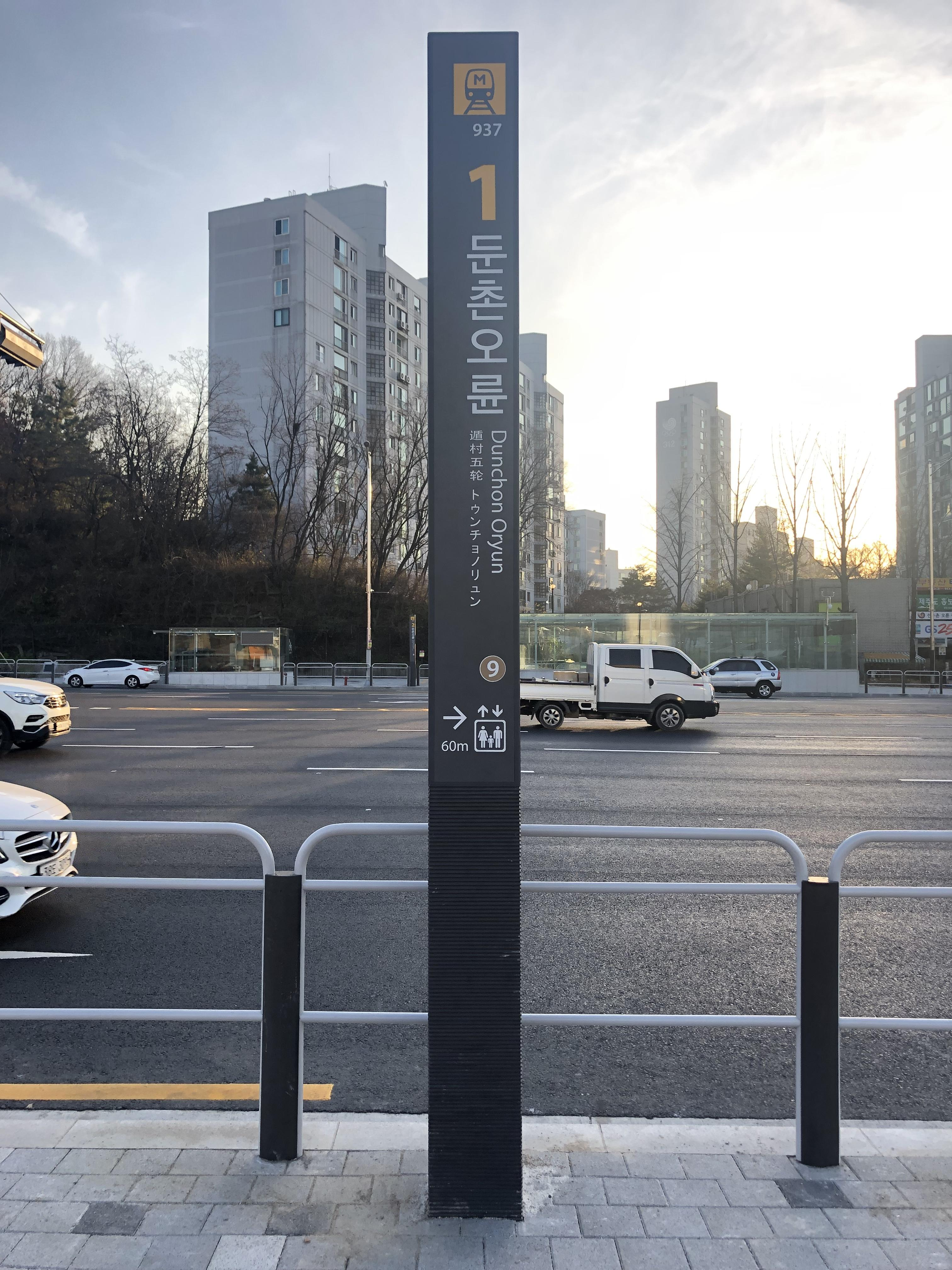
1號出口
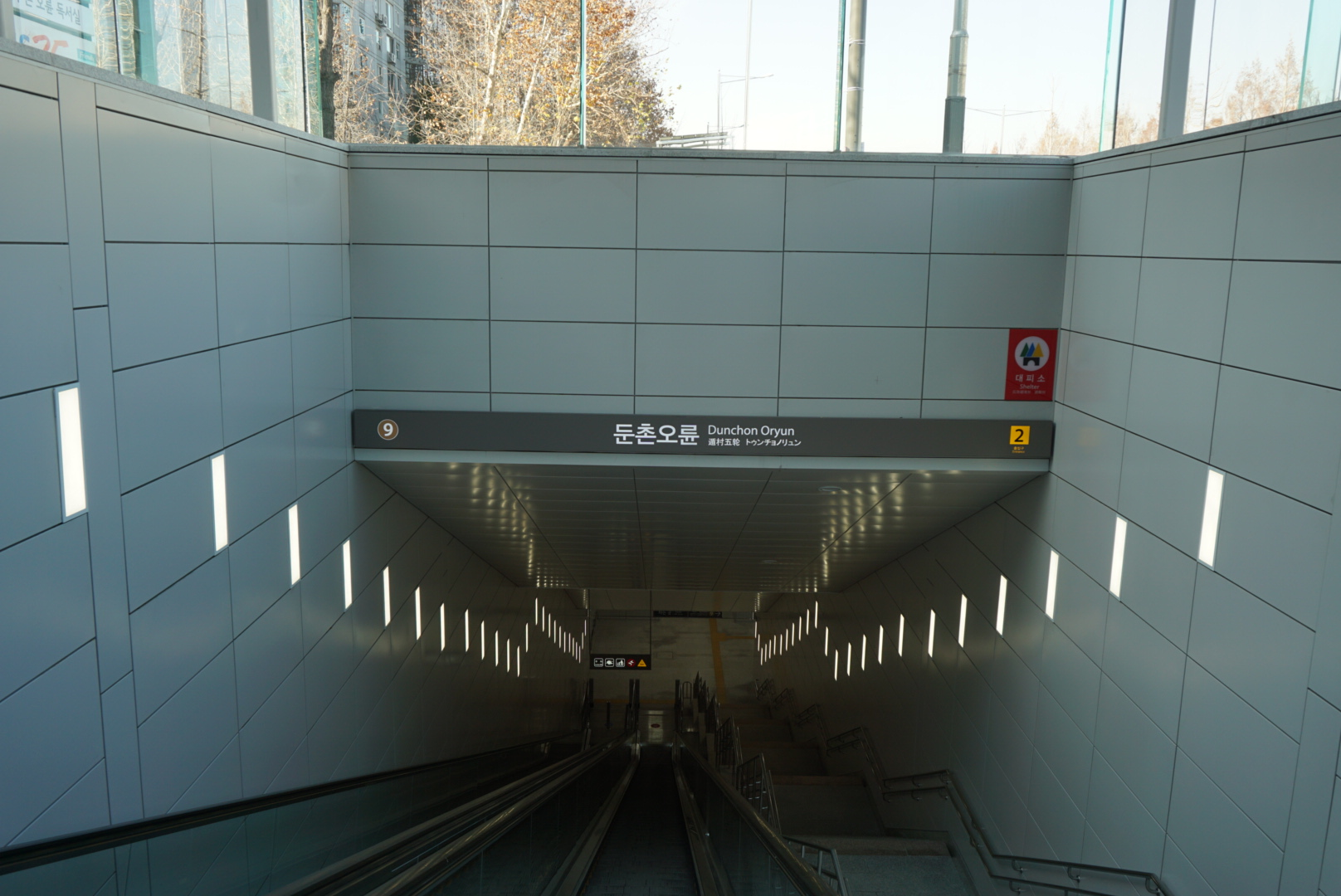
2號出口

## 相鄰車站
首爾交通公社
●首爾地鐵9號線
一般
奧林匹克公園（936）－遁村五輪（937）－中央報勳醫院（938）